# Kreis Meisenheim
| Basisdaten                  | Basisdaten          |
| --------------------------- | ------------------- |
| Bestandszeitraum            | 1869–1932           |
| Preußische Provinz          | Rheinprovinz        |
| Regierungsbezirk            | Koblenz             |
| Verwaltungssitz             | Meisenheim          |
| Fläche                      | 176 km² (1910)      |
| Einwohner                   | 13.772 (1910)       |
| Bevölkerungsdichte          | 78 Einw./km² (1910) |
| Gemeinden                   | 25                  |
| Lage des Kreises Meisenheim |                     |
|                             |                     |

Der Kreis Meisenheim war von 1869 bis 1932 ein Landkreis in der preußischen Rheinprovinz. Sein Gebiet gehört heute zum Landkreis Bad Kreuznach in Rheinland-Pfalz. Der Kreissitz war in Meisenheim.

## Geschichte
Das Gebiet des Kreises Meisenheim gehörte ursprünglich zum Oberamt Meisenheim, das seit 1816 zur Landgrafschaft Hessen-Homburg gehörte. Nach deren Annexion durch Preußen infolge des Deutschen Kriegs wurde das Oberamt 1867 in den Regierungsbezirk Koblenz der preußischen Rheinprovinz eingegliedert. Es umfasste zunächst die fünf Bürgermeistereien Becherbach, Meddersheim, Meisenheim, Merxheim und Staudernheim. 
Im Oktober 1869 wurde aus dem Oberamt der Kreis Meisenheim gebildet. Im selben Monat wurden die  Bürgermeistereien Merxheim und Staudernheim in die Bürgermeisterei Meddersheim eingegliedert.
1932 wurde der Kreis Meisenheim in den Kreis Kreuznach eingegliedert, der seit 1946 zum Land Rheinland-Pfalz gehört.

## Einwohnerentwicklung
| Einwohner   | 1871   | 1890   | 1900   | 1910   | 1925   |
| ----------- | ------ | ------ | ------ | ------ | ------ |
| [ 4 ] [ 5 ] | 13.530 | 13.419 | 13.737 | 13.772 | 13.534 |

Einwohnerzahlen der Gemeinden mit mehr als 1000 Einwohnern (Stand 1910):
| Meisenheim   | 1822 |
| Merxheim     | 1266 |
| Staudernheim | 1324 |

## Landräte
- 1869–187200Johann Georg Martin Reinhardt
- 1872–187400Adelbert von Schroetter
- 18750000000Gustav von Salmuth (kommissarisch)
- 1876–187900Ernst Vowinkel
- 1879–188500Otto von Klewitz
- 1885–190700Bernhard Schlenther
- 1907–191700Gustav von Quadt-Wyckrath-Hüchtenbruck
- 1917–191900Otto Wermuth
- 1919–192400Ernst August Schwebel
- 1924–193200Maximilian Sell

## Gemeinden
| - Abtweiler - Bärenbach - Bärweiler - Becherbach - Breitenheim - Desloch - Heimberg - Hochstädten - Hoppstädten | - Hundsbach - Jeckenbach - Kirschroth - Krebsweiler - Lauschied - Limbach - Löllbach - Meckenbach - Medard | - Meddersheim - Meisenheim, Stadt - Merxheim - Otzweiler - Raumbach - Schweinschied - Staudernheim |